# 732

## Esdeveniments
- 10 d'octubre - Batalla de Tours, o Batalla de Poitiers: a prop de Tours, el líder dels Francs Carles Martell i els seus homes, es defensaren d'una gran armada mora, parant la propagació musulmana dins l'Oest d'Europa. El governador de Còrdova, Abd-ar-Rahman, fou mort durant la batalla. Posteriorment es reconquereixen les zones de la Cerdanya i l'Urgell.

## Necrològiques
- Abd-ar-Rahman al-Ghafiqí, valí de l'Àndalus.